# جورج روبرت سيمز
جورج روبرت سيمز (بالإنجليزية: George Robert Sims)‏‏ (2 سبتمبر 1847 في لامبيث - 4 سبتمبر 1922 في مدينة وستمنستر)؛ صحفي، وكاتب، وشاعر، وروائي، وكاتب مسرحي من المملكة المتحدة لبريطانيا العظمى وأيرلندا.

## روابط خارجية
- جورج روبرت سيمز على موقع IMDb (الإنجليزية)
- جورج روبرت سيمز على موقع ميوزك برينز (الإنجليزية)
- جورج روبرت سيمز على موقع قاعدة بيانات برودواي على الإنترنت (الإنجليزية)
- جورج روبرت سيمز على موقع قاعدة بيانات برودواي على الإنترنت (الإنجليزية)